# Ісландія на літніх Паралімпійських іграх 2012
Ісландія на XIV літніх Паралімпійських іграх, які проходили у 2012 році в Лондоні, взяла участь удев'яте за свою історію та була представлена 4 спортсменами в двох видах спорту. Ісландські атлети завоювали одну золоту медаль з плавання.

## Медалісти
| Медаль | Призери                | Вид спорту | Дисципліна                               |
| ------ | ---------------------- | ---------- | ---------------------------------------- |
| Золото | Йон Маргейр Сверріссон | Плавання   | 200 метрів вільним стилем, S14, чоловіки |

## Легка атлетика
| Спортсмен                  | Дисципліна                           | Гід       | Гід   | Фінал      | Фінал      |
| Спортсмен                  | Дисципліна                           | Результат | Місце | Результат  | Місце      |
| -------------------------- | ------------------------------------ | --------- | ----- | ---------- | ---------- |
| Хельгі Свейнссон           | 100 м T42 (чоловіки)                 | 15.64     | 5     | не пройшов | не пройшов |
| Хельгі Свейнссон           | стрибки у довжину, F42-44 (чоловіки) | bye       | bye   | 4.25       | 10         |
| Хельгі Свейнссон           | метання списа, F42 (чоловіки)        | bye       | bye   | 47.61      | 5          |
| Маттільдур Торстейнсдоттір | 100 м T37 (жінки)                    | 15.89     | 8     | не пройшла | не пройшла |
| Маттільдур Торстейнсдоттір | 200 м T37 (жінки)                    | 32.16     | 6     | не пройшла | не пройшла |
| Маттільдур Торстейнсдоттір | стрибки у довжину, F37-38 (жінки)    | bye       | bye   | 4.08       | 8          |

## Плавання
| Спортсмен              | Дисципліна                               | Гід       | Гід   | Фінал      | Фінал      |
| Спортсмен              | Дисципліна                               | Результат | Місце | Результат  | Місце      |
| ---------------------- | ---------------------------------------- | --------- | ----- | ---------- | ---------- |
| Йон Маргейр Сверріссон | 200 метрів вільним стилем, S14, чоловіки | 2:00.32   | 2 Q   | 1:59.62    | 1          |
| Йон Маргейр Сверріссон | 100 метрів на спині, S14, чоловіки       | 1:10.72   | 17    | не пройшов | не пройшов |
| Йон Маргейр Сверріссон | 100 метрів брасом, S14, чоловіки         | 1:13.91   | 11    | не пройшов | не пройшов |
| Колбрун Стефансдоттір  | 200 метрів вільним стилем, S14, жінки    | 2:24.57   | 12    | не пройшла | не пройшла |
| Колбрун Стефансдоттір  | 100 метрів на спині, S14, жінки          | 1:21.61   | 14    | не пройшла | не пройшла |
| Колбрун Стефансдоттір  | 100 метрів брасом, S14, жінки            | 1:30.58   | 14    | не пройшла | не пройшла |